# 多米诺巧克力

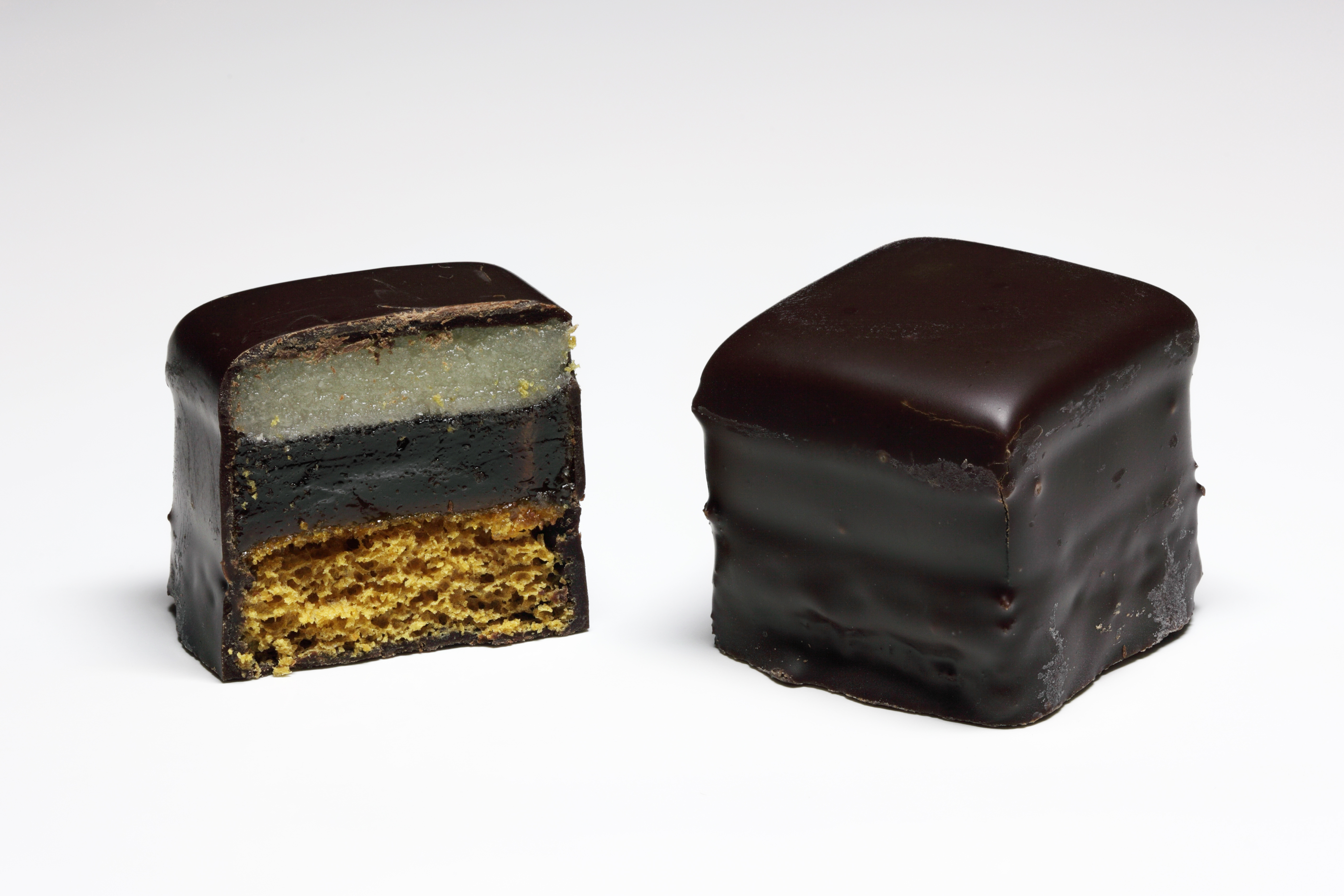
多米诺巧克力

多米诺巧克力是主要在圣诞节期间在德国和奥地利销售的一种甜点。
多米诺巧克力底层是德式姜饼，中间层是欧洲酸樱桃或杏果冻，上层是杏仁或者桃仁。表面覆盖着一层薄薄的黑巧克力糖衣。 多米诺巧克力由由赫伯特·温德勒（1912年至1998年）于1936年在德累斯顿发明。分层的设计是为了降低成本，适用于更多的受众。在二战期间由于食物稀缺作为脯氨的替代品。